# Lygniodes fuscescens
Lygniodes fuscescens là một loài bướm đêm trong họ Erebidae.